# Малі Каленичі
Малі́ Каленичі — село в Україні, у Полонській міській громаді Шепетівського району Хмельницької області. Населення становить 200 осіб.

## Географія
Селом протікає річка Скрипівка.

## Населення

### Мова
Розподіл населення за рідною мовою за даними перепису 2001 року:
| Мова            | Кількість | Відсоток |
| --------------- | --------- | -------- |
| українська      | 197       | 98.5%    |
| російська       | 2         | 1.0%     |
| інші/не вказали | 1         | 0.5%     |
| Усього          | 200       | 100%     |

## Історія
У 1906 році село Хролинської волості Ізяславського повіту Волинської губернії. Відстань від повітового міста 45 верст, від волості 11. Дворів 99, мешканців 510.
7 (20) листопада 1917 року, відповідно до Третього Універсалу Української Центральної Ради, увійшло до складу Української Народної Республіки.
Село постраждало в часі Голодомору 1932—1933 років, за різними даними, померло до 40 осіб.
12 червня 2020 року, відповідно до розпорядження Кабінету Міністрів України № 727-р «Про визначення адміністративних центрів та затвердження територій територіальних громад Хмельницької області», увійшло до складу Полонської міської територіальної громади.
19 липня 2020 року, в результаті адміністративно-територіальної реформи та ліквідації Полонського району, село увійшло до складу Шепетівського району.